# Marián Hossa
Marián Hossa (ur. 12 stycznia 1979 w Starej Lubowli) – słowacki hokeista, reprezentant Słowacji, czterokrotny olimpijczyk.
Jego brat Marcel także został hokeistą, a ich ojciec František Hossa został trenerem.

## Kariera klubowa
- HC Dukla Trenczyn (1995–1997)
- Ottawa Senators (1997)
- Portland Winterhawks (1997–1998)
- Ottawa Senators (1998–2001)
- HC Dukla Trenczyn (2001)
- Ottawa Senators (2001–2004)
- Mora IK (2004)
- HC Dukla Trenczyn (2004–2005)
- Atlanta Thrashers (2005–2008)
- Pittsburgh Penguins (2008)
- Detroit Red Wings (2008–2009)
- Chicago Blackhawks (2009–2018)

### Przebieg kariery

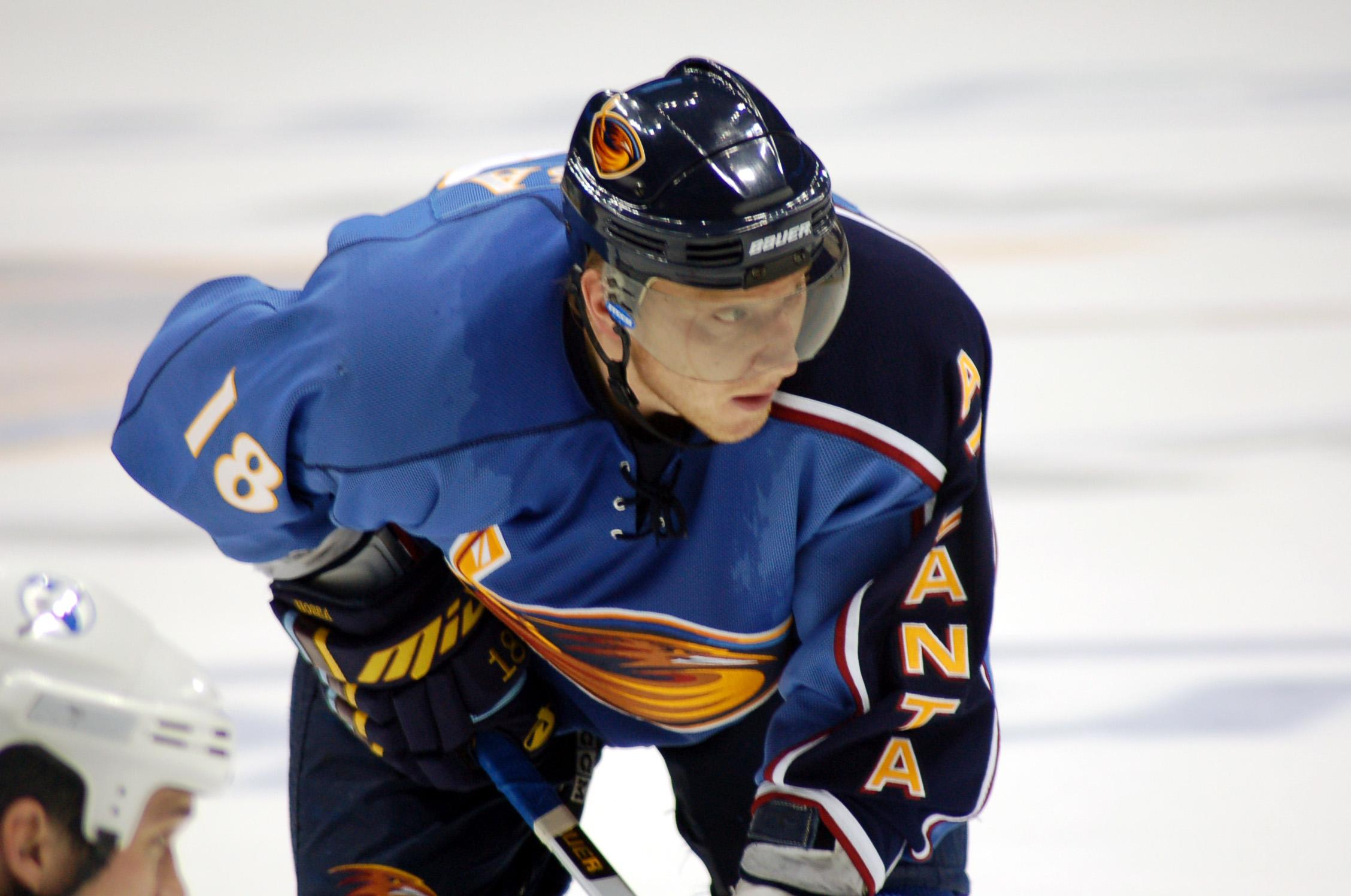
Marián Hossa w barwach Atlanta Thrashers (2007)

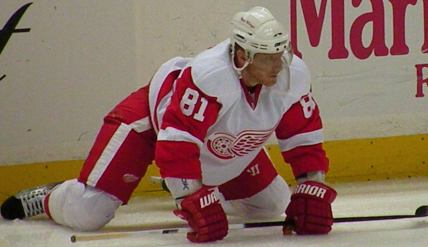
Hossa w barwach Detroit Red Wings (2009)

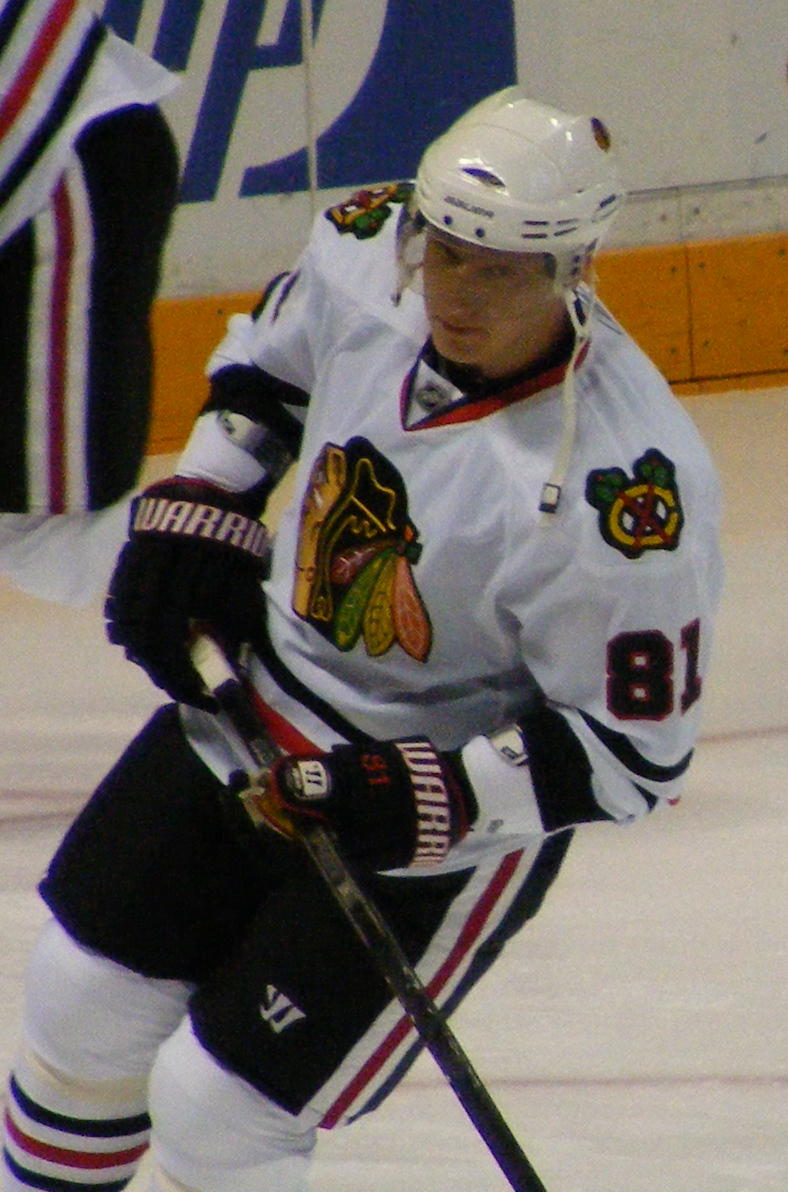
Hossa w barwach Chicago Blackhawks (2009)

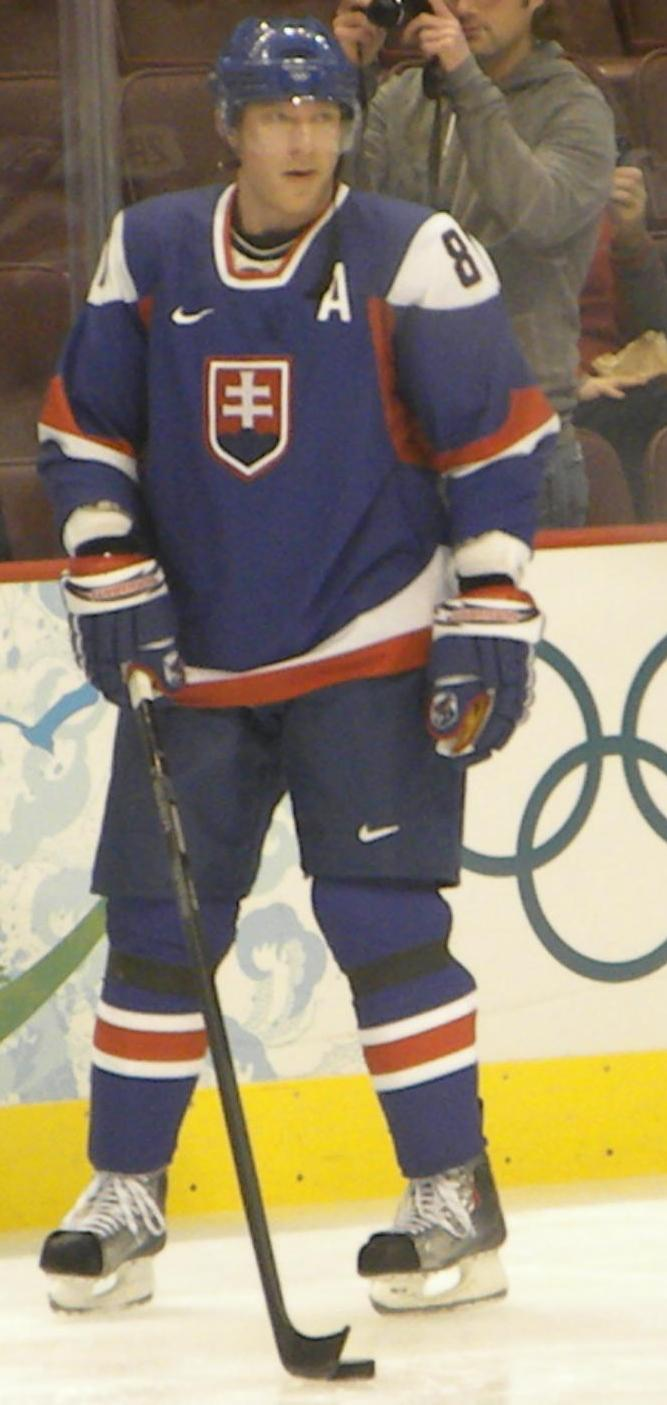
Marián Hossa w barwach Słowacji podczas turnieju ZIO 2010

Marián Hossa zaczynał w słowackim klubie HC Dukla Trenczyn z którym zdobył mistrzostwo w 1997, strzelając w lidze 30 goli i zaliczając 24 asysty. W 1997 roku był draftowany z 12 numerem przez Ottawa Senators. W NHL debiutował jeszcze w tym samym roku, lecz po rozegraniu 7 spotkań przeniesiono go do Portland Winter Hawks. W WHL zdobył 85 punktów (45 goli i 40 asyst) w 53 meczach i poprowadził Winter Hawks do zdobycia Memorial Cup. W trzeciej tercji decydującego meczu z Brandon Wheat Kings doznał poważnej kontuzji więzadeł krzyżowych. W następnym sezonie (1998/1999) dołączył na stałe do zespołu Ottawy. W 2000 roku przypadkowo uderzył obrońcę Toronto Maple Leafs Bryana Berarda w oko, co o mało nie skończyło się zakończeniem przez tego zawodnika kariery, a całe zdarzenie głęboko wstrząsnęło Hossą. W 2003 wraz z Ottawą zdobył Presidents’ Trophy. W trakcie lockoutu występował w dwóch europejskich klubach: szwedzkiej Morze IK oraz w macierzystej Dukli Trenczyn. Rankiem 23 sierpnia 2005 roku ogłosił, iż podpisał nowy, trzyletni kontrakt z Senators wart 18 milionów dolarów, zaś po południu tego samego dnia został wymieniony do Atlanta Thrashers wraz z obrońcą Gregiem de Vries za napastnika Dany’ego Heatleya. W tym sezonie zdobył 39 goli i zaliczył 53 asysty co razem dało 92 punkty i na ten czas najlepszy wynik w karierze. W sezonie 2006/2007 jako pierwszy w historii zawodnik Thrashers uzyskał 100 punktów za 43 bramki i 57 asyst, a w statystyce plus/minus uzyskał 18. W ostatnim dniu transferowym sezonu 2007/2008 (26 lutego 2008) przeniósł się wraz z Pascalem Dupuis do Pittsburgh Penguins za Angelo Esposito, Colby’ego Armstronga, Erika Christensena i wybór w pierwszej rundzie draftu 2008. W tym samym dniu z New York Rangers do Phoenix Coyotes został wytransferowany jego brat Marcel. Z drużyną „Pingwinów” doszedł do finału Pucharu Stanleya, gdzie ulegli drużynie Detroit Red Wings 2-4. Hossa w play-off wystąpił w 20 meczach i strzelił 12 bramek, zaliczył 14 asyst i przesiedział 12 minut na ławce kar. 1 lipca 2008 podpisał roczny kontrakt z Detroit Red Wings wart 7.4 mln $. Z Red Wings doszedł do finału Pucharu Stanleya, gdzie ulegli w siódmym, decydującym mecz byłej drużynie Hossy Pittsburgh Penguins 1:2. W ten sposób Hossa przegrał drugi finał z rzędu. 1 lipca 2009 podpisał 12-letni kontrakt z drużyną Chicago Blackhawks wart 62.8 mln $ (w tym 59.3 mln $ w ciągu pierwszych ośmiu lat). W tym zespole rozegrał osiem sezonów NHL. W edycji NHL (2017/2018) nie występował z powodu problemów skórnych. W maju 2018 ogłosił zakończenie kariery. W lipcu 2018 kontrakt Hossy został oddany do Arizona Coyotes w ramach wymiany między klubami.
Transakcje
- 23 sierpnia 2005 – do Atlanta Thrashers z Ottawa Senators, wraz Gregiem de Vries za Dany’ego Heatleya
- 26 lutego 2008 – do Pittsburgh Penguins z Atlanta Thrashers, wraz z Pascalem Dupuis za Angelo Esposito, Colby’ego Armstronga, Erika Christensena i wybór w pierwszej rundzie NHL Entry Draft 2008
- 1 lipca 2008 – do Detroit Red Wings jako wolny agent
- 1 lipca 2009 – do Chicago Blackhawks jako wolny agent

## Kariera reprezentacyjna
Uczestniczył w turniejach mistrzostw świata 1997, 1999, 2001, 2004, 2005, 2006, 2007, 2011, zimowych igrzysk olimpijskich 2002, 2006, 2010, 2014, Pucharu Świata 2004. W barwach zespołu Europy brał udział w turnieju Pucharu Świata 2016.

## Statystyki
GP = mecze, G = gole, A = Asysty, Pts = Punkty, PIM = Kary w minutach
| 1995-96                   | HC Dukla Trenczyn         | SVK jr.                   | 49  | 37  | 31  | 68  | 32  | –  | –  | –  | –  | –  |
|                           | HC Dukla Trenczyn         | SVK-2                     | 4   | 3   | 1   | 4   | 0   | –  | –  | –  | –  | –  |
| 1996–97                   | HC Dukla Trenczyn         | SVK                       | 53  | 30  | 24  | 54  | 24  | –  | –  | –  | –  | –  |
| 1997–98                   | Portland Winter Hawks     | WHL                       | 53  | 45  | 40  | 85  | 50  | 16 | 13 | 6  | 19 | 6  |
|                           | Portland Winter Hawks     | MCup                      | 4   | 5   | 4   | 9   | 4   |    |    |    |    |    |
|                           | Ottawa Senators           | NHL                       | 7   | 0   | 1   | 1   | 0   | –  | –  | –  | –  | –  |
| 1998–99                   | Ottawa Senators           | NHL                       | 60  | 15  | 15  | 30  | 37  | 4  | 0  | 2  | 2  | 4  |
| 1999–00                   | Ottawa Senators           | NHL                       | 78  | 29  | 27  | 56  | 32  | 6  | 0  | 0  | 0  | 2  |
| 2000–01                   | Ottawa Senators           | NHL                       | 81  | 32  | 43  | 75  | 44  | 4  | 1  | 1  | 2  | 4  |
| 2001–02                   | Ottawa Senators           | NHL                       | 80  | 31  | 35  | 66  | 50  | 12 | 4  | 6  | 10 | 2  |
|                           | HC Dukla Trenčín          | SVK                       | 8   | 3   | 4   | 7   | 16  | –  | –  | –  | –  | –  |
| 2002–03                   | Ottawa Senators           | NHL                       | 80  | 45  | 35  | 80  | 34  | 18 | 5  | 11 | 16 | 6  |
| 2003–04                   | Ottawa Senators           | NHL                       | 81  | 36  | 46  | 82  | 46  | 7  | 3  | 1  | 4  | 0  |
| 2004–05                   | Mora IK                   | SEL                       | 24  | 18  | 14  | 32  | 22  | –  | –  | –  | –  | –  |
|                           | HC Dukla Trenczyn         | SVK                       | 25  | 22  | 20  | 42  | 38  | 5  | 4  | 5  | 9  | 14 |
| 2005–06                   | Atlanta Thrashers         | NHL                       | 80  | 39  | 53  | 92  | 67  | –  | –  | –  | –  | –  |
| 2006–07                   | Atlanta Thrashers         | NHL                       | 82  | 43  | 57  | 100 | 49  | 4  | 0  | 1  | 1  | 6  |
| 2007–08                   | Atlanta Thrashers         | NHL                       | 60  | 26  | 30  | 56  | 30  | –  | –  | –  | –  | –  |
|                           | Pittsburgh Penguins       | NHL                       | 12  | 3   | 7   | 10  | 6   | 20 | 12 | 14 | 26 | 12 |
| 2008-09                   | Detroit Red Wings         | NHL                       | 74  | 40  | 31  | 71  | 63  | 22 | 6  | 9  | 15 | 10 |
| Razem w I lidze (SVK)     | Razem w I lidze (SVK)     | Razem w I lidze (SVK)     | 4   | 3   | 1   | 4   | 0   | 0  | 0  | 0  | 0  | 0  |
| Razem w Ekstralidze (SVK) | Razem w Ekstralidze (SVK) | Razem w Ekstralidze (SVK) | 86  | 55  | 48  | 103 | 78  | 5  | 4  | 5  | 9  | 14 |
| Razem w WHL               | Razem w WHL               | Razem w WHL               | 53  | 45  | 40  | 85  | 50  | 16 | 13 | 6  | 19 | 6  |
| Razem w NHL               | Razem w NHL               | Razem w NHL               | 775 | 339 | 380 | 719 | 458 | 97 | 31 | 45 | 76 | 46 |
| Razem w Elitserien (SWE)  | Razem w Elitserien (SWE)  | Razem w Elitserien (SWE)  | 24  | 18  | 14  | 32  | 22  | 0  | 0  | 0  | 0  | 0  |

## Sukcesy i nagrody
Reprezentacyjne
- Finał Pucharu Świata: 2016 z kadrą Europy

Klubowe
- Złoty medal mistrzostw Słowacji: 1997 z Duklą Trenczyn
- President’s Cup: 1998 z Portland Winter Hawks
- Memorial Cup: 1998 z Portland Winter Hawks
- Mistrz dywizji NHL: 2007 z Atlanta Thrashers, 2010, 2013 z Chicago Blackhawks
- Mistrz konferencji: 2010, 2013 z Chicago Blackhawks
- Presidents’ Trophy: 2013 z Chicago Blackhawks
- Clarence S. Campbell Bowl: 2010, 2013, 2015 z Chicago Blackhawks
- Puchar Stanleya: 2010, 2013, 2015 z Chicago Blackhawks

Indywidualne
- Sezon WHL / CHL 1997/1998:
  - Skład gwiazd pierwszoroczniaków CHL
  - Pierwszy skład gwiazd CHL First
  - Skład gwiazd turnieju Memorial Cup
  - Pierwszy skład gwiazd WHL (Zachód)
  - Pierwsze miejsce w klasyfikacji asystentów WHL wśród pierwszoroczniaków: 40 asyst
  - Jim Piggott Memorial Trophy – najlepszy pierwszoroczniak ligi
- NHL All-Star Game: 2001, 2003, 2007, 2008, 2012
- Hokej na lodzie na Zimowych Igrzyskach Olimpijskich 2006:
  - Pierwsze miejsce w klasyfikacji +/− turnieju: +9

Wyróżnienia
- Krištáľové krídlo 2006[10]

- Złoty Krążek: 2006, 2007, 2008, 2010, 2015[11]
- Najlepszy słowacki napastnik: 2013[12]
- Hockey Hall of Fame: 2020[13]
- Order Ľudovíta Štúra II klasy: 2022[14]